# پیتر کریستیانسن
پیتر کریستیانسن (انگلیسی: Peter Christiansen؛ زادهٔ ۴ آوریل ۱۹۴۱) ورزشکار روئینگ اهل دانمارک است.
وی در مسابقات کشوری و بین‌المللی در مجموع برندهٔ ۱ مدال طلا، ۳ مدال برنز شده‌است.